# Список глав государств в 1672 году
| 1671 ← Список глав государств по годам → 1673 |

## Азия
- Бруней — Абдул Хаккул Мубин, султан (1661—1673)
- Бутан — Мингьюр Тенпа, друк дези (1667—1680)
- Бухарское ханство — Абдулазиз, хан (1645—1681)
- Великих Моголов империя — Аурангзеб (Аламгир I), падишах (1658—1707)
- Грузинское царство — 
  -  Гурийское княжество — Георгий IV Гуриели, князь (1669—1684)
  -  Имеретинское царство — Баграт V Слепой, царь (1660—1661, 1663—1668, 1669—1678, 1679—1681)
  -  Кахетинское царство — Арчил II, царь (1664—1675)
  -  Картлийское царство — Вахтанг V, царь (1658—1675)
  -  Мегрельское княжество — Леван III Дадиани, князь (1661—1680)
- Дайвьет — 
  - Мак Кинь Ву, император (династия Мак, на севере) (1638—1677)
  - Ле Зя-тонг, император (династия Ле, на юге) (1671—1675)
- Джунгарское ханство  — Галдан Бошогту, хан (1671—1697)
- Дуннин  — Чжэн Цзин, яньпин-цзюньван  (1662—1681)
- Индия —
  - Амбер (Джайпур) — Рам Сингх I, раджа (1667—1688)
  - Араккал[англ.] — Мухаммад Али III, али раджа[англ.] (1656—1691)
  - Ахом — 
    - Суньятфаа, махараджа[англ.] (1670—1672)
    - Сукламфаа, махараджа[англ.] (1672—1674)

  - Барвани — Сур Сингх, рана (1670—1675)
  - Биджапурский султанат — 
    - Али Адил Шах II, султан (1656—1672)
    - Сикандар Али Шах, султан (1672—1686)

  - Биканер — Ануп Сингх, махараджа[англ.] (1669—1698)
  - Биласпур (Калур) — Бхим Чанд, раджа (1665—1692)
  - Бунди — Бхао Сингх, раджа (1658—1682)
  - Бхавнагар — Ратанджи II Акхераджи, раджа (1660—1703)
  - Ванканер — Раи Сингх Мансинхжи, раджа (1653—1679)
  - Голконда — 
    - Абдулла Кутб-шах, султан[англ.] (1626—1672)
    - Абул Хасан Кутб-шах, султан[англ.] (1672—1687)

  - Гондал — Кумбходжи I, тхакур сахиб (1634—1679)
  - Гулер[англ.] — Бикрам Сингх, раджа[англ.] (1661—1675)
  - Даспалла[англ.] — Чакрадхар Део Бханж, раджа[англ.] (1653—1701)
  - Датия — Субха Каран, раджа (1656—1683)
  - Джайнтия[англ.] — Пратап Сингх, раджа[англ.] (1669—1678)
  - Джайсалмер — Амар Сингх, махараджа (1661—1702)
  - Джалавад (Дрангадхра) — 
    - Гажсинхжи Меграджи, сахиб (1660—1672)
    - Джанвантсинхжи Гажсинхжи, сахиб (1672—1717)

  - Дженкантал[англ.] — Нилакант Рэй Сингх, раджа[кат.] (1641—1682)
  - Джхабуа — Ман Сингх, раджа (1610—1677)
  - Дунгарпур — Джашван Сингх I, раджа (1661—1691)
  - Кач — Райядхан II, раджа (1665—1698)
  - Келади[англ.] — 
    - Сомашекара Найяка I, раджа[англ.] (1664—1672)
    - Келади Ченнамма, королева[англ.] (1672—1697)

  - Кишангарх — Ман Сингх, махараджа (1658—1706)
  - Кодагу (Коорг)[англ.] — Мудду Райя I, раджа[англ.] (1633—1687)
  - Кочин — Веера Керала Варма V, махараджа (1663—1687)
  - Куч-Бихар — Мод Нарайян, раджа (1665—1680)
  - Ладакх — Делдан Намгьял, раджа[англ.] (1642—1694)
  - Мадурай — Чокканатха Найяка, раджа (1662—1682)
  - Майсур — Додда Кемпадевараджа, махараджа (1659—1673)
  - Малеркотла — 
    - Фероз Хан, наваб (1657—1672)
    - Шер Мухаммад Хан Бахадур, наваб (1672—1712)

  - Манди — Шиам Сен, раджа (1664—1679)
  - Манипур — Пэйкхомба, раджа[англ.] (1666—1697)
  - Марвар (Джодхпур) — Джасвант Сингх, раджа (1638—1678)
  - Мевар (Удайпур) — Радж Сингх I, махарана (1652—1680)
  - Мудхол — Малоджи, раджа (1662—1700)
  - Наванагар — под управлением наместника Великих Моголов (1664—1673)
  - Орчха — 
    - Суджан Сингх, раджа (1653—1672)
    - Индрамани Сингх, раджа (1672—1675)

  - Пратабгарх — Хари Сингх, махарават (1628—1673)
  - Раджгарх — Мохан Сингх, рават (1661—1714)
  - Ратлам — Рам Сингх, махараджа (1658—1682)
  - Рева — Бхао Сингх, раджа (1660—1690)
  - Савантвади — Пхонд Савант Бхонсле I, раджа (1665—1675)
  - Самбалпур[англ.] — Део Сингх, раджа[англ.] (1670—1690)
  - Сирмур — Будх Пракаш, махараджа (1664—1684)
  - Сирохи — Акхай Радж II, раджа (1620—1673)
  - Сонепур — Пурусотама Сингх Део, раджа (1635—1673)
  - Сукет — Джит Сен, раджа (1663—1721)
  - Танджавур — Виджайя Рагхава Найяк, раджа (1634—1673)
  - Чамба — Чатар Сингх, раджа (1664—1690)
  - Читрадурга[англ.] — Мадакари Найяка II, найяк[англ.] (1652—1674)
  - Читрал — Сангин Али II, мехтар (1655—1691)
  - Шахпура — Даулат Сингх, махараджа (1670—1685)
- Индонезия —
  - Аче — Рату Сафиатуддин Тадж ул-Алам, султанша (1641—1675)
  - Бантам — Абдулфатах Агунг, султан (1651—1683)
  - Бачан — Алауддин II, султан[англ.] (1660—1706)
  - Дели — Перунггит, туанку (1669—1698)
  - Матарам — Амангкурат I, султансултан (1646—1677)
  - Сулу — Салахуд-дин Бахтияр, султан[англ.] (1650—1680)
  - Тернате — Мандар Шах, султан (1655—1675)
  - Тидоре — Саифуддин, султан[англ.] (1657—1689)
  - Чиребон[англ.] — Панембахан Гирилайя, султан[англ.] (1649—1677)
- Иран (Сефевиды) — Сулейман I (Сефи II), шахиншах (1666—1694)
- Казахское ханство — Батыр, хан (1652—1680)
- Камбоджа — 
  - Баром Рачеа V, король (1658—1672)
  - Четта III, король[англ.] (1672—1673)
- Канди — Райясинха II, царь[англ.] (1635—1687)
- Китай (Империя Цин)  — Канси (Сюанье), император[англ.] (1661—1722)
- Лансанг  — Суринья Вонса, король (1638—1694)
- Малайзия — 
  - Джохор — Абдул Джалил Шах III, Султан[англ.] (1623—1677)
  - Кедах — Дзиаддин Мукаррам Шах I, султан[англ.] (1662—1688)
  - Келантан — Абдул Рахим ибн аль-Мархум, раджа[англ.] (1671—1676)
  - Паттани — Эмас Келантан, королева (1670—1698)
  - Перак — Махмуд Искандар Шах, султан (1653—1720)
- Мальдивы — Ибрагим Искандар I, султан (1648—1687)
- Могулистан — Султан Саид Баба, хан (в Восточном Могулистане)  (1653, 1655—1680)
- Могулия (Яркендское ханство) — Исмаил-хан, хан  (1670—1680)
- Мьянма — 
  - Могаун[англ.] — Суи Яо, саофа[англ.]  (1663—1673)
  - Аракан (Мьяу-У) — Санда Тудхамма, царь[англ.] (1652—1674)
  - Таунгу — 
    - Пье Мин, царь[англ.]  (1661—1672)
    - Наравара, царь[англ.]  (1672—1673)
- Непал (династия Малла) —
  - Бхактапур — Джагат Пракаша Малла, раджа[англ.] (1644—1673)
  - Катманду (Кантипур) — Пратап Малла, раджа[англ.] (1641—1674)
  - Лалитпур — Шриниваса Малла, раджа[англ.] (1661—1685)
- Оман — Султан I ибн Сайф, имам (1649—1679)
- Османская империя — Мехмед IV Охотник, султан (1648—1687)
- Пакистан — 
  - Калат — Мир Ахмад I, хан (1666—1695)
- Рюкю — Сё Тэй, ван (1669—1709)
- Сикким — Тэнсунг Намгьял, чогьял (1670—1700)
- Таиланд — 
  - Аютия — Нарай Великий (Раматхибоди III), король (1656—1688)
  - Ланнатай — междуцарствие (1659—1675)
- Тибет — Нгаванг Лобсанг Гьяцо (Далай-лама V), далай-лама[англ.] (1642—1682)
  - Хошутское ханство — Гончиг Далай, хан (1668—1696)
- Филиппины — 
  - Магинданао — Дунданг Тидулай Сайф ад-дин, султан (1671—1678)
- Хивинское ханство (Хорезм) — Ануша-хан, хан (1663—1686)
- Чосон  — Хёнджон, ван (1659—1674)
- Япония — 
  - Рэйген (Сатохито), император (1663—1687)
  - Токугава Иэцуна, сёгун (1651—1680)

## Америка
- Новая Испания — Антонио де Толедо-и-Саласар, вице-король (1664—1673)
- Перу — 
  - Педро Антонио Фернандес де Кастро, вице-король (1667—1672)
  - Бернардо де Итурьяса, вице-король (1666—1667, 1672—1674)

## Африка
- Аусса — 
  - Умардин Адан, имам (1647—1672)
  - в 1672 году распался
- Багирми — Абдул Рахман I, султан (1665—1674)
- Бамбара (империя Сегу) — 
  - Каладьян, битон (1652—1672)
  - Данфассари, битон (1672—1697)
- Бамум — 
  - Нгулуре, мфон (султан)[англ.] (1629—1672)
  - Куту, мфон (султан)[англ.] (1672—1757)
- Бени-Аббас[англ.] — Си Бетка Мокрани, султан[фр.] (1620—1680)
- Бенинское царство — Акенгбои, оба[англ.] (1669—1675)
- Борну — Али III, маи[нем.] (1639—1677)
- Буганда — Катерегга, кабака (ок. 1644 — ок. 1674)
- Варсангали[англ.] — Мохамуд, султан[кат.] (1655—1675)
- Вогодого — Уарга, нааба (ок. 1660 — ок. 1690)
- Гаро (Боша) — Човака, тато[англ.] (ок. 1660 — ок. 1690)
- Дагомея — Хуэгбаджа, ахосу (ок. 1645 — ок. 1685)
- Дарфур — Муса ибн Сулейман, султан (1637—1682)
- Денкира[англ.] — Боа Ампонсем I, денкирахене[англ.] (1637—1695)
- Джолоф — Бакар Пенда, буур-ба[англ.] (1670—1711)
- Имерина — Андрианьяка Разакатситакатрандриана, король[англ.] (1670—1675)
- Кайор — Бираима Ясин-Бубу, дамель (1664—1681)
- Кано[англ.] — Дади, султан[англ.] (1670—1703)
- Каффа — Галли Гафотшо, царь (ок. 1640 — ок. 1675)
- Конго — Рафаэль I, маниконго[англ.] (1670—1673)
- Лунда — Яав II а Навеж, муата ямво (ок. 1660— ок. 1690)
- Марокко — 
  - Али I ар-Рашид, султан (1666—1672)
  - Мулай Исмаил ибн Шериф, султан (1672—1727)
- Массина — Али III, ардо (1663—1673)
- Матамба и Ндонго[англ.] — Нжинга Мона, король[англ.] (1666—1669, 1670—1680)
- Мутапа — Камхарапасу Мукомбве, мвенемутапа[англ.] (1663—1692)
- Нри[англ.] — Агу, эзе[англ.] (1583—1676)
- Руанда — Юхи III Мазимпака, мвами (1642—1675)
- Салум — Амакоду Ндиайе, маад (1654—1689)
- Свазиленд (Эватини) — Мавузо I, вождь (1645—1680)
- Сеннар — Бади II, мек (1644/1645—1681)
- Твифо-Хеман (Акваму)[англ.] — Анса Сасраку I, аквамухене (1640—1674)
- Трарза — Адди ульд Ахмед, эмир (ок. 1640—1684)
- Харар[англ.] — Абдулла ибн Али, эмир[англ.] (1671—1700)
- Эфиопия — Йоханнес I (Аилаф-Сагад), император (1667—1682)

## Европа
- Англия, Шотландия и Ирландия — Карл II, король (1660—1685)
- Андорра —
  - Людовик XIV, король Франции, князь-соправитель (1643—1715)
  - Пере де Копонс и де Теиксидор, епископ Урхельский, князь-соправитель (1671—1681)
- Валахия — 
  - Антоний I Попешти, господарь (1669—1672)
  - Григорий I Гика, господарь (1660—1664, 1672—1673)
- Венгрия — Леопольд I, король (1657—1705)
- Дания — Кристиан V, король (1670—1699)
- Испания — Карл II, король (1665—1700)
- Италия —
  - Венецианская республика — Доменико II Контарини, дож (1659—1675)
  - Гвасталла — Ферранте III Гонзага, герцог[англ.] (1632—1678)
  - Генуэзская республика — Алессандро Гримальди, дож (1671—1673)
  - Мантуя — Карл Фердинанд Гонзага, герцог (1665—1708)
  - Масса и Каррара — Альберико II, князь (1662—1690)
  - Модена и Реджо — Франческо II д’Эсте, герцог (1662—1694)
  - Пармское герцогство — Рануччо II Фарнезе, герцог (1646—1694)
  - Пьомбино — Джованни Батиста Людовизи, князь (1664—1699)
  - Тосканское герцогство — Козимо III, великий герцог (1670—1723)
- Калмыцкое ханство — 
  - Мончак, тайша (1661—1672)
  - Аюка, тайша (1672—1690)
- Крымское ханство — Селим I Герай, хан (1671—1678, 1684—1691, 1692—1699, 1702—1704)
- Молдавское княжество — 
  - Георгий Дука, господарь (1665—1666, 1668—1672, 1678—1683)
  - Стефан Петричейку, господарь (1672—1673, 1673—1674, 1683—1684)
- Монако — Луи I, князь (1662—1701)
- Нидерланды (Республика Соединённых провинций) — 
  - Ян де Витт, великий пенсионарий (1653—1672)
  - Вильгельм III Оранский, штатгальтер (1672—1702)
- Норвегия — Кристиан V, король (1670—1699)
- Папская область — Климент X, папа (1670—1676)
- Португалия — Афонсу VI, король (1656—1683)
- Речь Посполитая — Михаил Корибут Вишневецкий, король Польши и великий князь Литовский (1669—1673)
  -  Курляндия и Семигалия — Якоб, герцог (1642—1682)
- Русское царство — Алексей Михайлович, царь (1645—1676)
- Священная Римская империя — Леопольд I, император (1658—1705)
  - Австрия — Леопольд VI (император Леопольд I), эрцгерцог (1657—1705)
  - Ангальт —
    - Ангальт-Бернбург — Виктор I Амадей, князь (1656—1718)
    - Ангальт-Дессау — Иоганн Георг II, князь (1660—1693)
    - Ангальт-Дорнбург — Иоганн Людвиг I, князь (1667—1704)
    - Ангальт-Кётен — Эмануэль Лебрехт, князь (1671—1704)
    - Ангальт-Цербст — Карл Вильгельм, князь (1667—1718)
    - Ангальт-Харцгероде[англ.] — Вильгельм Людвиг, князь[англ.] (1670—1709)

  - Ансбах — Иоганн Фридрих, маркграф (1667—1686)
  - Бавария — Фердинанд Мария, курфюрст (1651—1679)
  - Бавария-Лихтенберг[нем.] — Максимилиан Филипп Иероним, герцог[нем.] (1650—1705)
  - Баден —
    - Баден-Баден — Вильгельм, маркграф (1596—1677)
    - Баден-Дурлах — Фридрих VI, маркграф (1659—1677)

  - Байрет (Кульмбах) — Кристиан Эрнст, маркграф (1655—1712)
  - Бранденбург-Пруссия — Фридрих Вильгельм I, курфюрст (1640—1688)
  - Брауншвейг —
    - Брауншвейг-Вольфенбюттель — Рудольф Август, герцог (1666—1704)
      - Брауншвейг-Вольфенбюттель-Беверн — Фердинанд Альбрехт I, герцог (1667—1687)

    - Брауншвейг-Каленберг — Иоганн Фридрих, князь (1665—1679)
    - Брауншвейг-Люнебург — Георг Вильгельм, герцог (1665—1705)

  - Вальдек —
    - Вальдек-Вильдунген — Кристиан Людвиг, граф (1645—1692)
    - Вальдек-Эйзенберг — Георг Фридрих, граф (1664—1682)

  - Восточная Фризия — Кристиан Эберхард, князь (1665—1708)
  - Вюртемберг — Эберхард III, герцог (1628—1674)
  - Ганау — Фридрих Казимир, граф[англ.] (1642—1680)
  - Гессен —
    - Гессен-Дармштадт — Людвиг VI, ландграф (1661—1678)
    - Гессен-Иттер — Георг III, ландграф (1661—1676)
    - Гессен-Кассель — Карл, ландграф (1670—1730)
    - Гессен-Ротенбург — Эрнест, ландграф (1658—1693)
    - Гессен-Филипсталь — Филипп, ландграф (1663—1721)

  - Гогенцоллерн-Гехинген — Фридрих Вильгельм, князь (1671—1730)
  - Гогенцоллерн-Зигмаринген — Мейнрад I, князь (1638—1681)
  - Гольштейн-Готторп — Кристиан Альбрехт, герцог (1659—1695)
  - Кёльнское курфюршество — Максимилиан Генрих Баварский, курфюрст (1650—1688)
  - Лихтенштейн — Карл Эйсебиус, князь (1627—1684)
  - Лотарингия — оккупировано Францией (1670—1697)
  - Майнцское курфюршество — Иоганн Филипп фон Шёнборн, курфюрст (1647—1673)
  - Мекленбург —
    - Мекленбург-Гюстров — Густав Адольф, герцог (1636—1695)
    - Мекленбург-Шверин — Кристиан Людвиг I, герцог (1658—1692)

  - Монбельяр — Георг II, граф (1662—1699)
  - Нассау —
    - Нассау-Вейльбург — Фридрих, граф (1655—1675)
    - Нассау-Висбаден-Идштейн[нем.] — Иоганн, граф (1629—1677)
    -  Нассау-Дилленбург[англ.] — Генрих, князь (1662—1701)
    - Нассау-Диц[нем.] — Генрих Казимир II, князь (1664—1696)
    - Нассау-Зиген — Иоганн Франц Дезидератус, князь (1652—1699)
    - Нассау-Отвейлер[нем.] — Иоганн Людвиг, граф[нем.] (1659—1690)
    - Нассау-Саарбрюккен — Густав Адольф, граф (1659—1677)
    - Нассау-Узинген — Вальрад, граф (1659—1688)
    - Нассау-Хадамар[нем.] — Мориц Генрих, князь (1653—1679)
    -  Нассау-Шаумбург — Адольф, князь (1662—1676)

  - Пфальц — Карл I Людвиг, курфюрст (1648—1680)
    - Пфальц-Биркенфельд[англ.] — Кристиан II, пфальцграф[англ.] (1671—1717)
    - Пфальц-Биркенфельд-Гельнхаузен[англ.] — Иоганн Карл, пфальцграф[англ.] (1654—1704)
    - Пфальц-Зульцбах — Кристиан Август, пфальцграф (1632—1708)
    - Пфальц-Клебург — Адольф Иоганн I, пфальцграф (1654—1689)
    - Пфальц-Нойбург — Филипп Вильгельм, пфальцграф (1653—1690)
    - Пфальц-Цвейбрюккен — Фридрих Людвиг, пфальцграф (1661—1681)

  - Савойя — Карл Эммануил II, герцог (1638—1675)
  - Саксония — Иоганн Георг II, курфюрст (1656—1680)
    - Саксен-Альтенбург — 
      - Фридрих Вильгельм III, герцог (1669—1672)
      - в 1672 году разделено между Саксен-Веймаром и Саксен-Готой

    - Саксен-Вейсенфельс — Август, герцог (1656—1680)
    - Саксен-Веймар — Иоганн Эрнст II, герцог (1662—1683)
    - Саксен-Гота — Эрнст I, герцог (1640—1675)
    - Саксен-Йена — Бернгард, герцог (1672—1678)
    - Саксен-Ратцебург-Лауэнбург — Юлий Франц, герцог (1666—1689)
    - Саксен-Мерзебург — Кристиан I, герцог (1656—1691)
    - Саксен-Цейц — Мориц, герцог (1656—1681)
    - Саксен-Эйзенах — Иоганн Георг I, герцог (1671—1686)

  - Трирское курфюршество — Карл Каспар фон дер Лейен, курфюрст (1652—1676)
  - Чехия — Леопольд I, король (1657—1705)
    - Силезские княжества —
      - Берутувское княжество (герцогство Бернштадт) — Кристиан Ульрих, князь (1672—1697)
      - Бжегское княжество — 
        - Кристиан Бжегский, князь (1664—1672)
        - Георг Вильгельм, князь (1672—1675)

      - Легницкое княжество — 
        - Кристиан Бжегский, князь (1663—1672)
        - Георг Вильгельм, князь (1672—1675)

      - Олавское и Волувское княжества — 
        - Кристиан Бжегский, князь (1654—1672)
        - Луиза Ангальт-Дессауская, княгиня (1672—1680)

      - Олесницкое княжество (герцогство Эльс) — 
        - Сильвий II, князь (1664—1697)
        - Кристиан Ульрих, князь (1664—1672, 1697—1704)
        - Юлий, князь (1664—1672)

      - Доброшицкое княжество (герцогство Юлиусбург) — Юлий, князь (1672—1684)

  - Шаумбург-Липпе — Филипп I, граф (1647—1681)
  - Шварцбург-Рудольштадт — Альбрехт Антон, граф (1646—1710)
- Трансильвания — Михай I Апафи, князь[англ.] (1661—1690)
- Франция — Людовик XIV, король (1643—1715)
- Швеция — Карл XI, король (1660—1697)

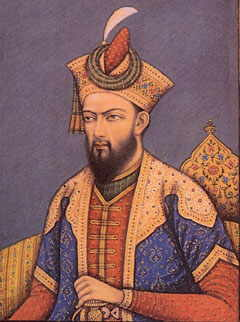
Аурангзеб (Аламгир I) 1658-1707 Падишах империи Великих Моголов
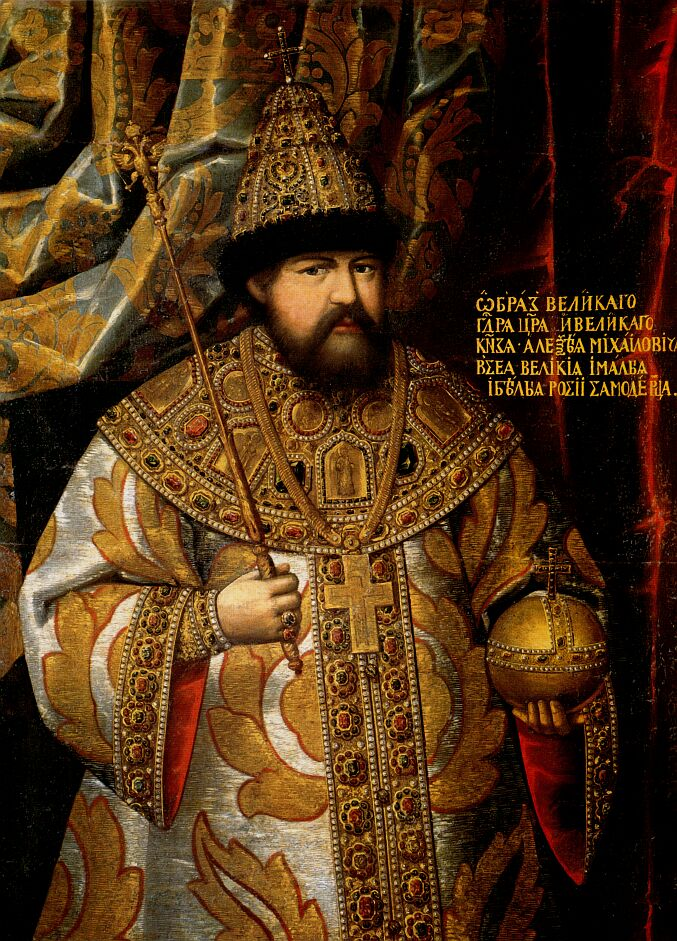
Алексей Михайлович 1645-1676 Царь всея Руси
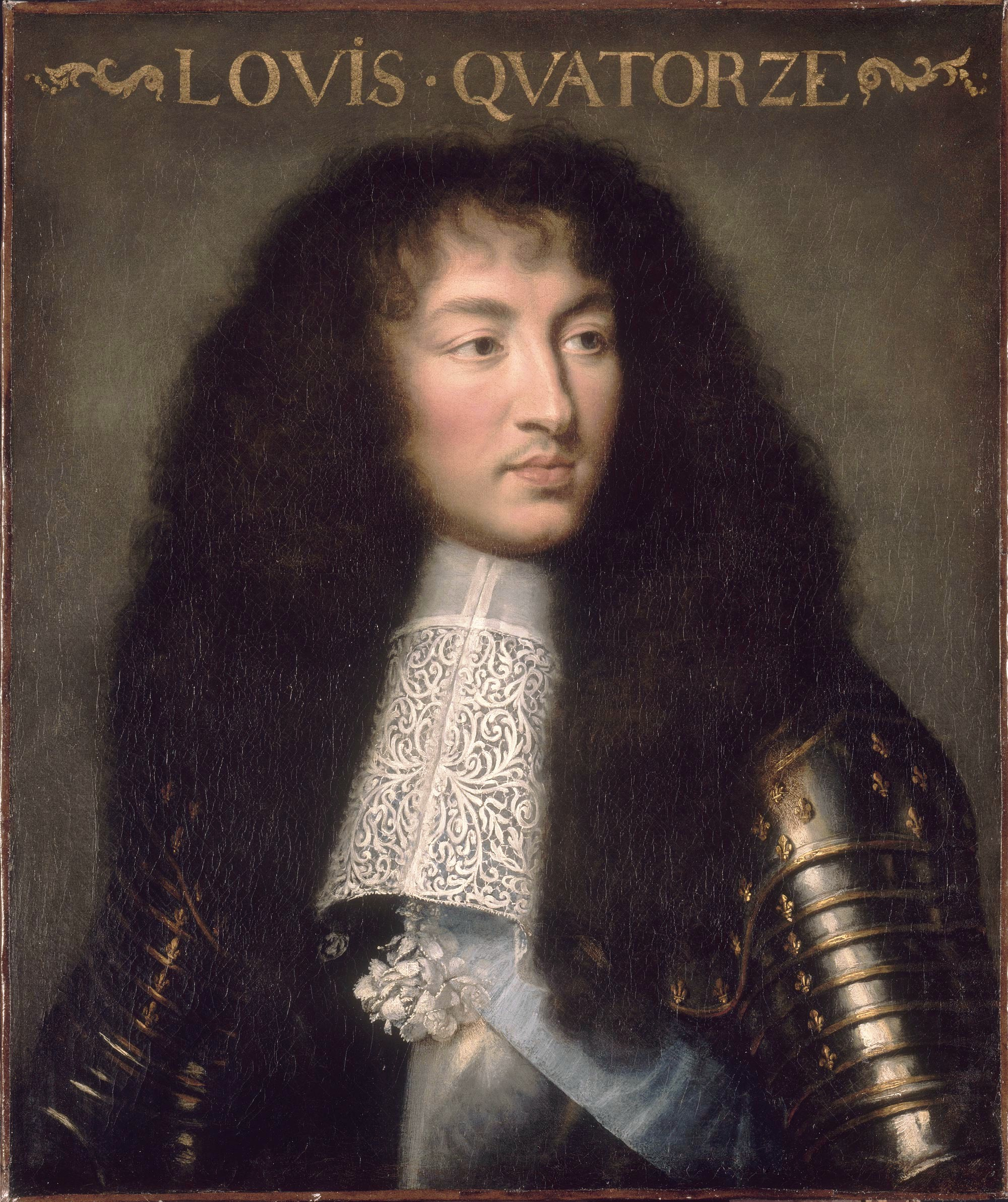
Людовик XIV 1643-1715 Король Франции и Наварры
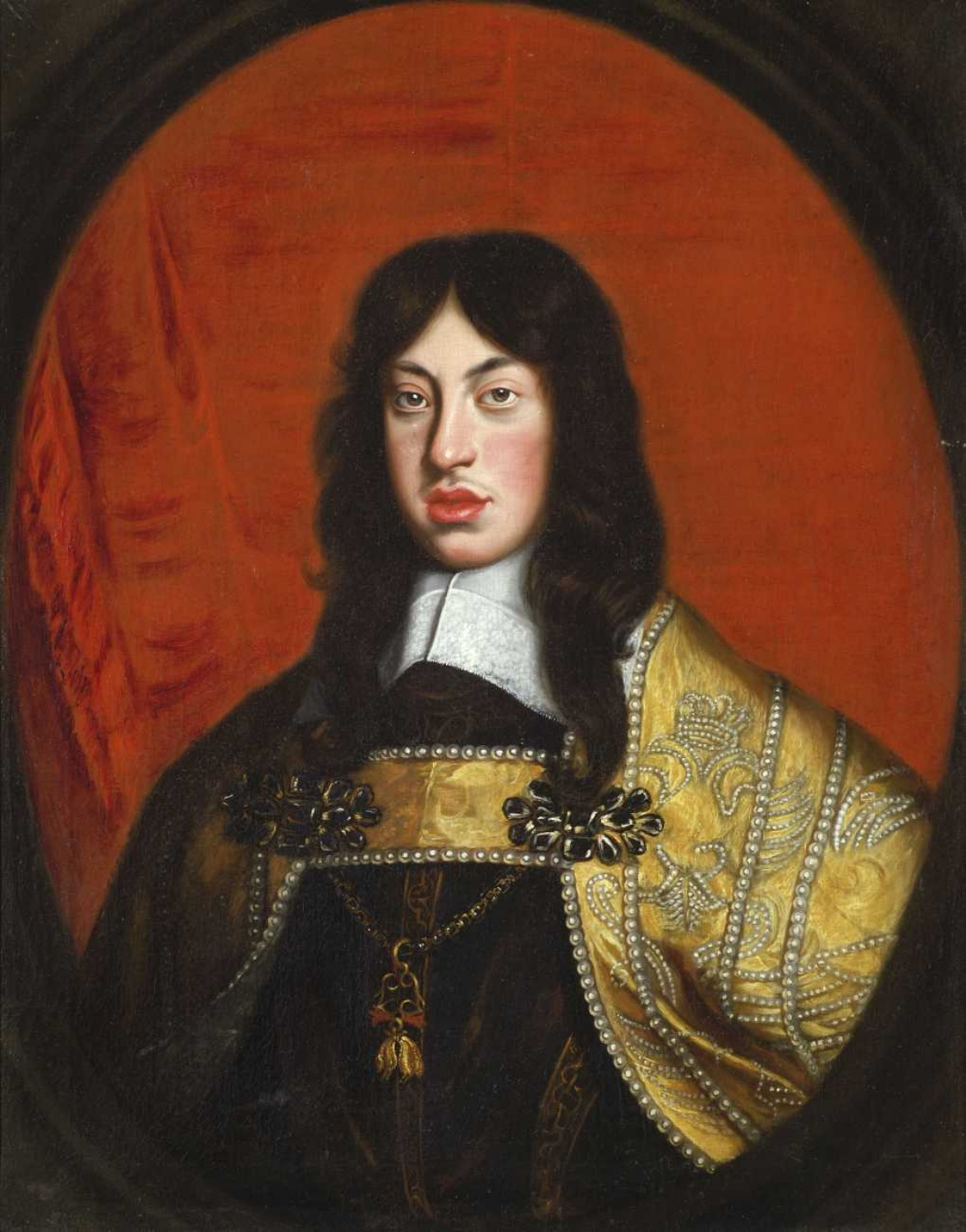
Леопольд I 1658-1705 Император Священной Римской империи, король Венгрии и Чехии
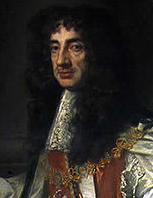
Карл II 1660-1685 Король Англии, Шотландии и Ирландии
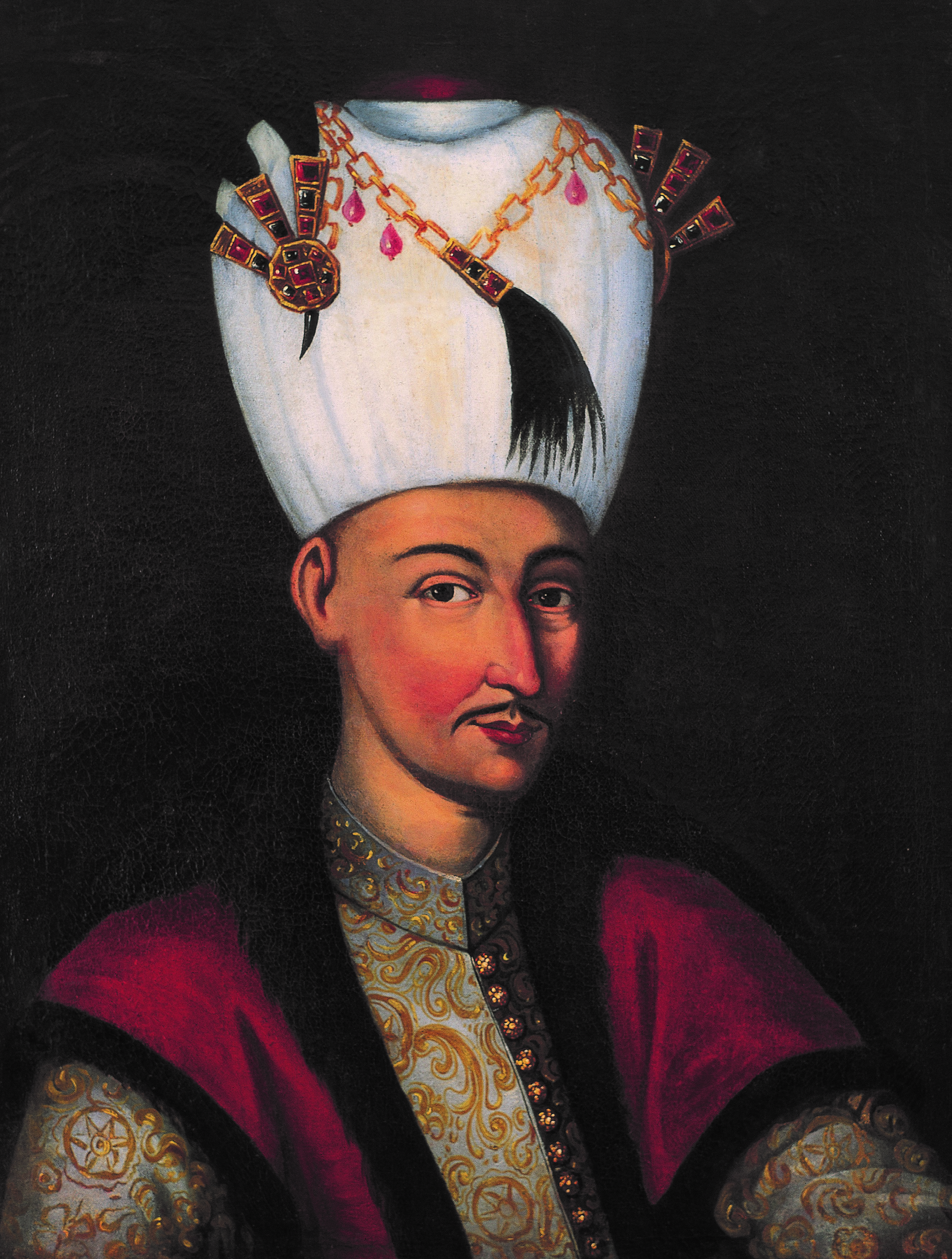
Мехмед IV 1648-1687 Османский султан
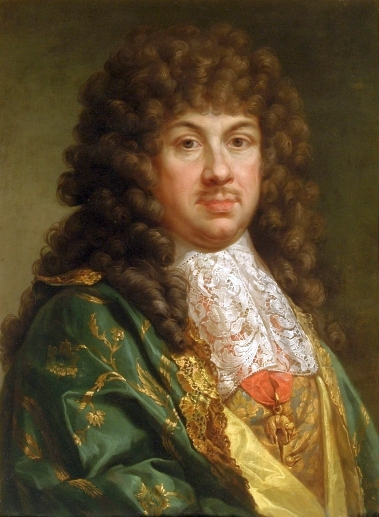
Михаил Корибут Вишневецкий 1669-1673 Король Польши и Великий князь Литовский
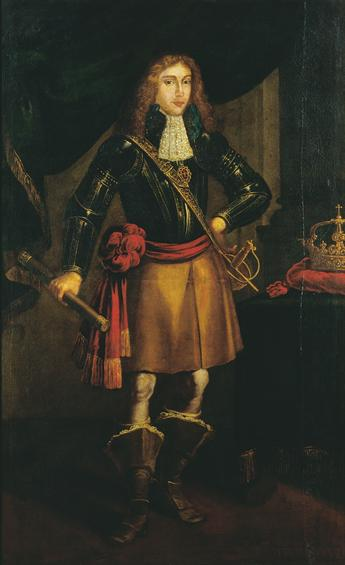
Афонсу VI 1656-1683 Король Португалии
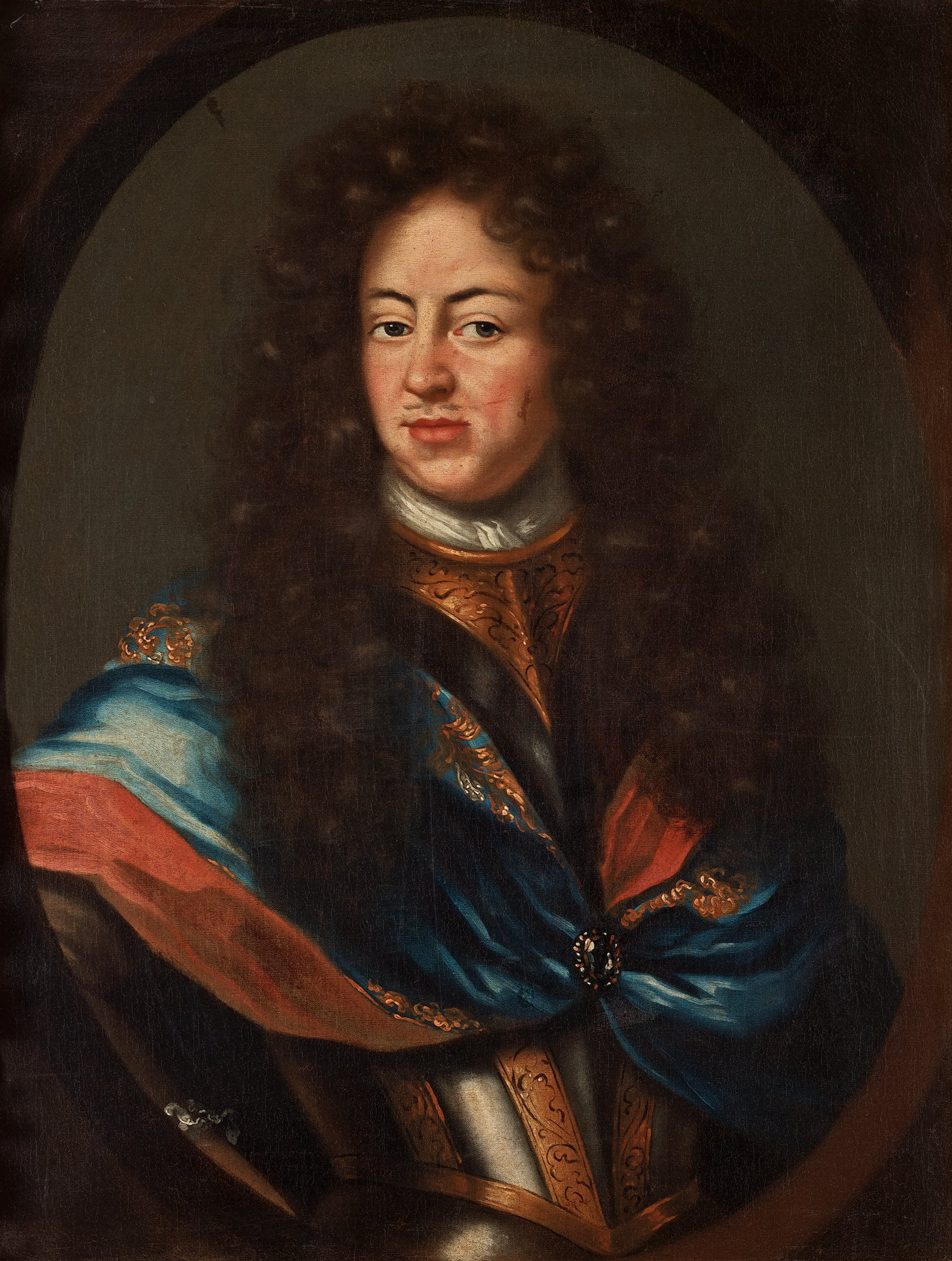
Карл XI 1661-1696 Король Швеции
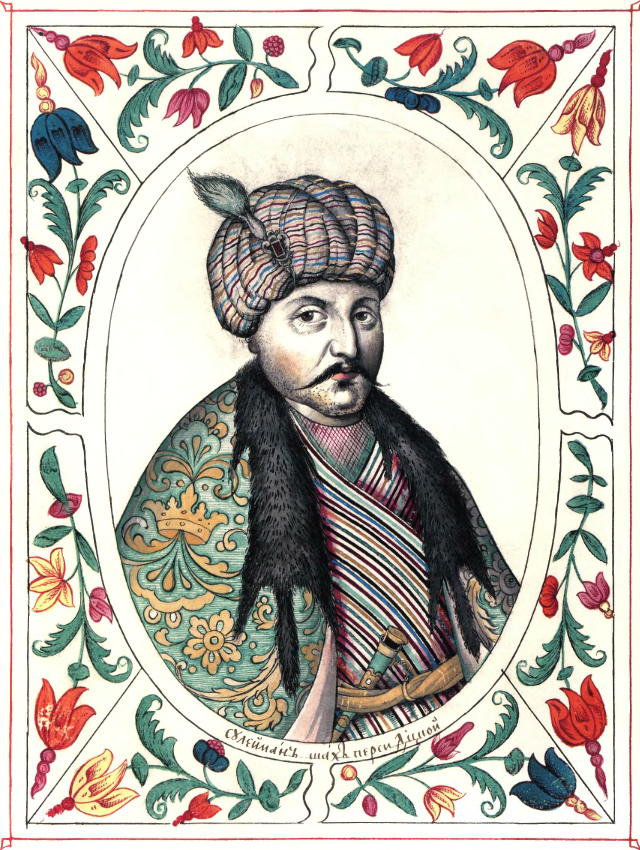
Сулейман I 1666-1694 Шахиншах Ирана
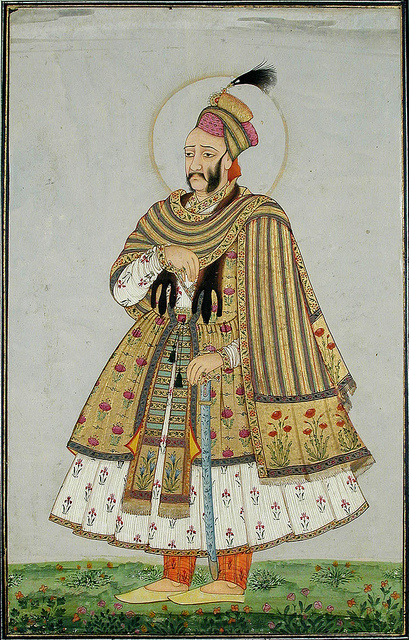
Абдулла Кутб-Шах 1626-1672 Султан Голконды
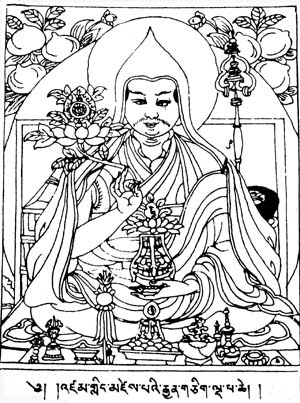
Далай-лама V 1642-1682 Правитель Тибета
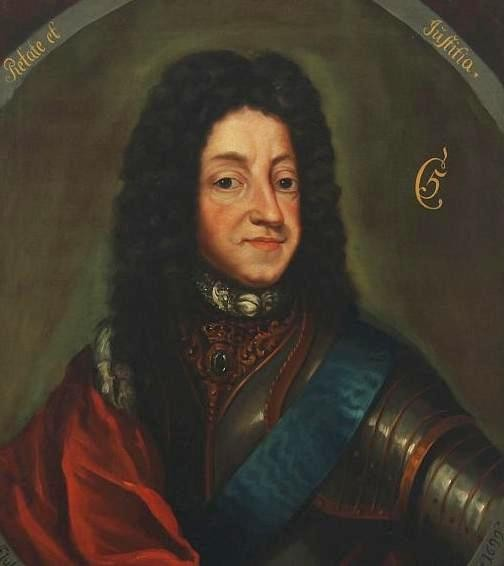
Кристиан V 1670-1699 Король Дании и Норвегии
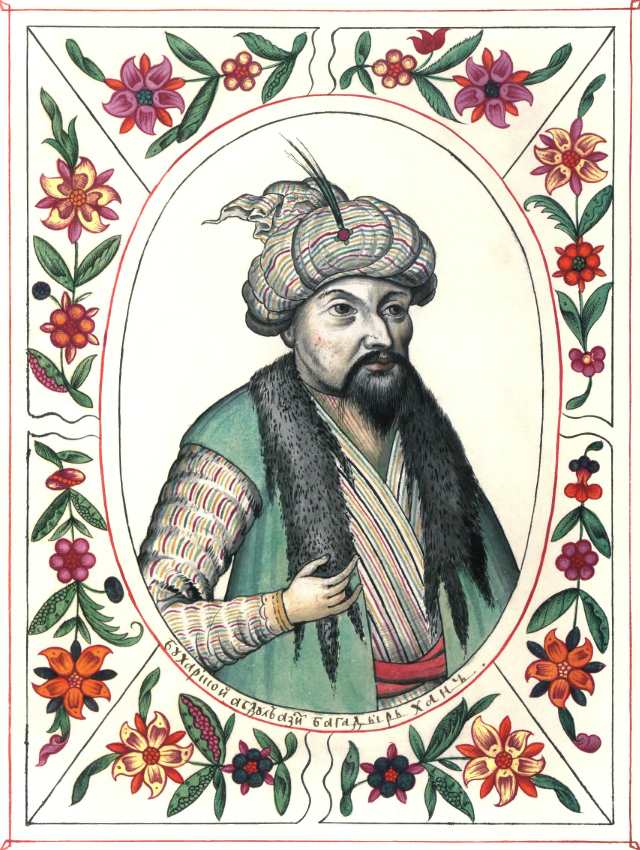
Абдулазиз 1645-1681 Бухарский хан
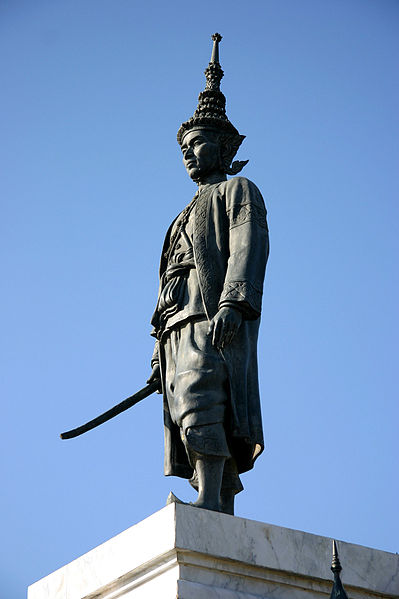
Нарай Великий 1656-1688 Король Аютии (Сиама)
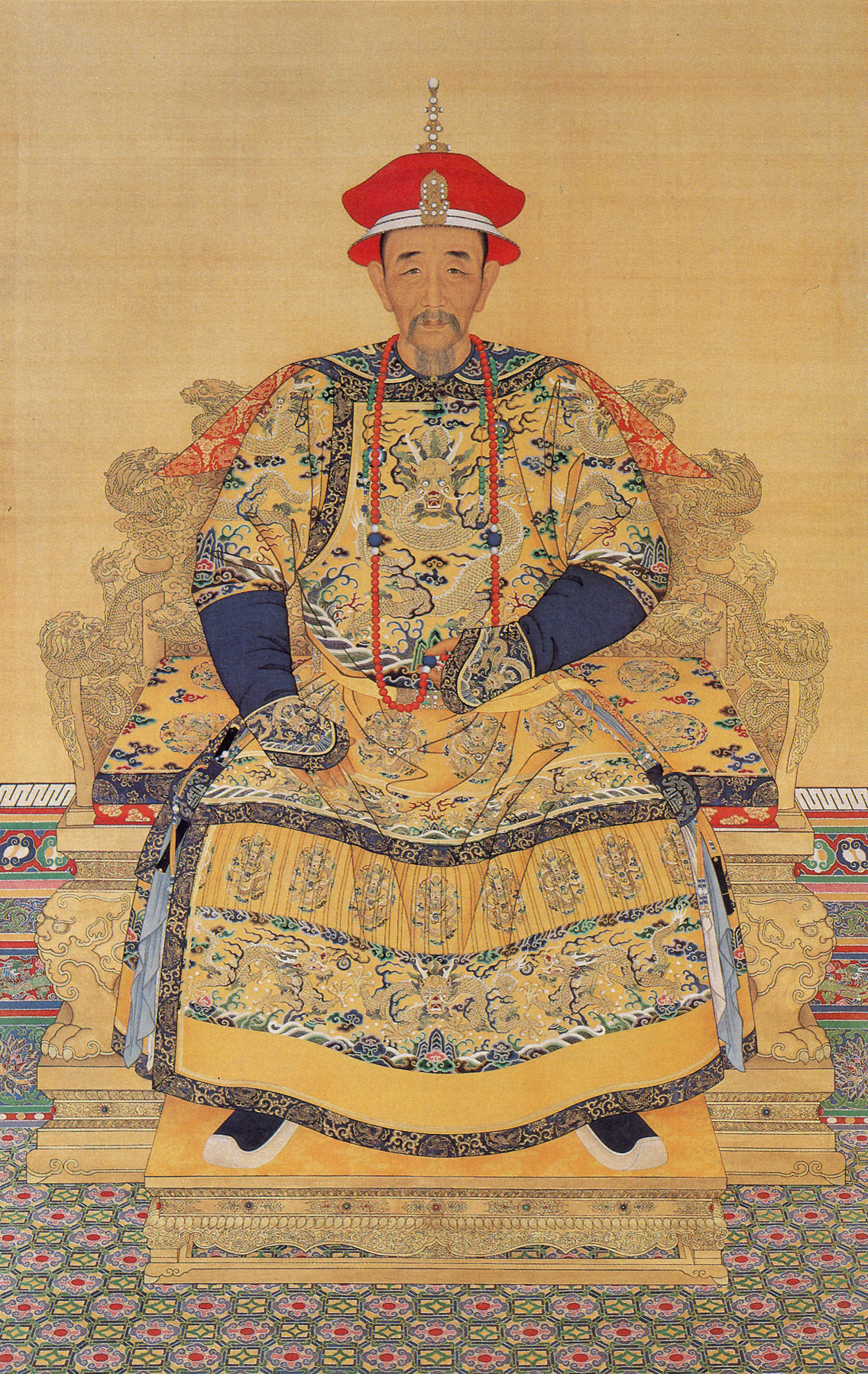
Канси 1661-1722 Император Китая (Цин)
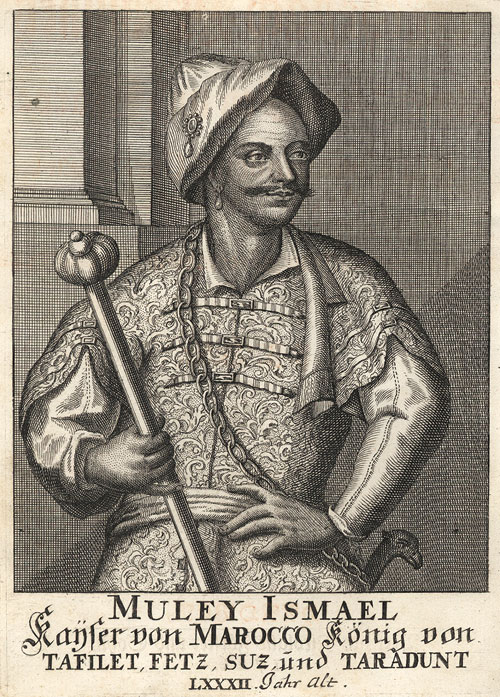
Мулай Исмаил ибн Шериф 1672-1727 Султан Марокко
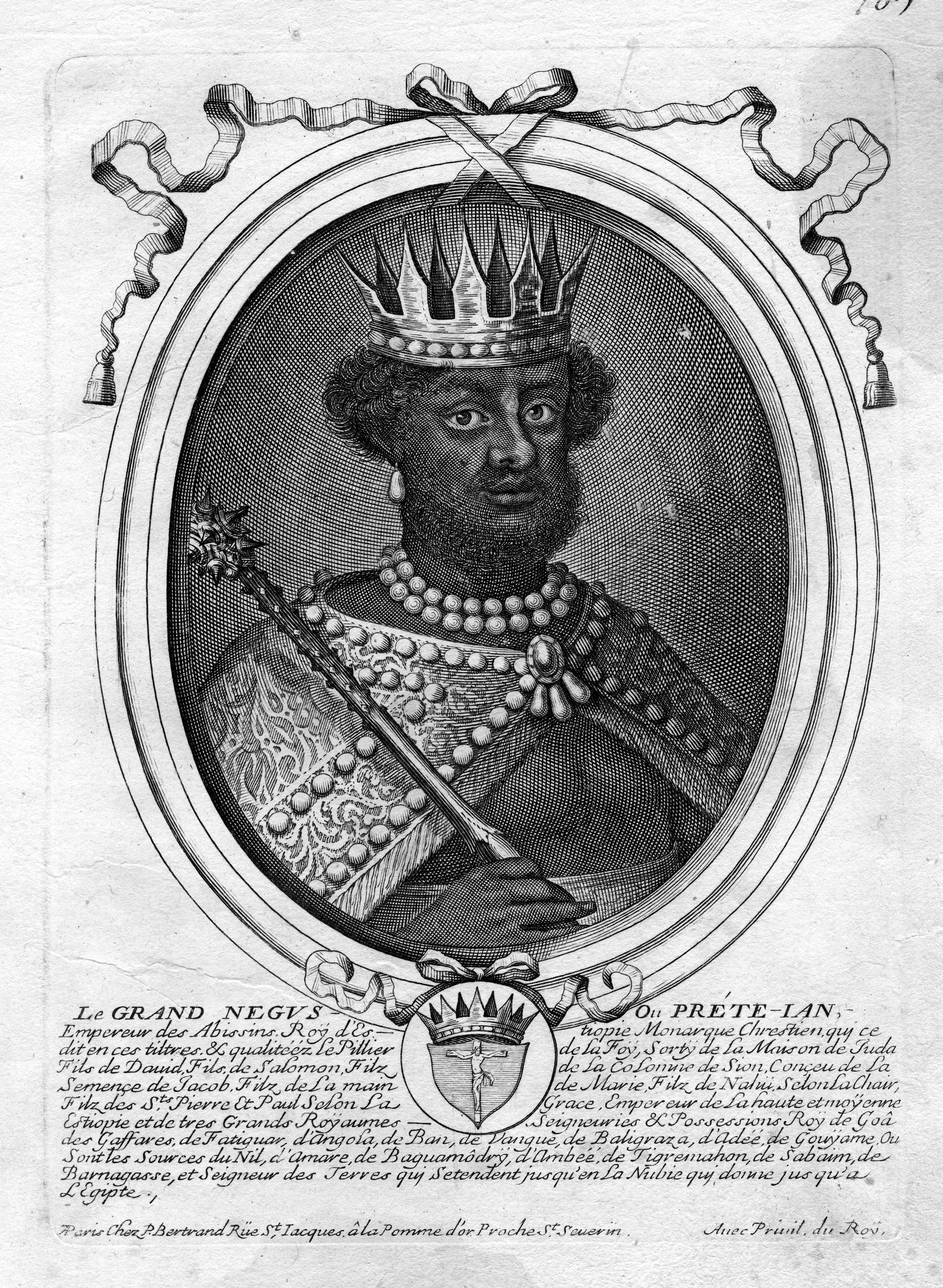
Йоханнес I 1667-1682 Император Эфиопии
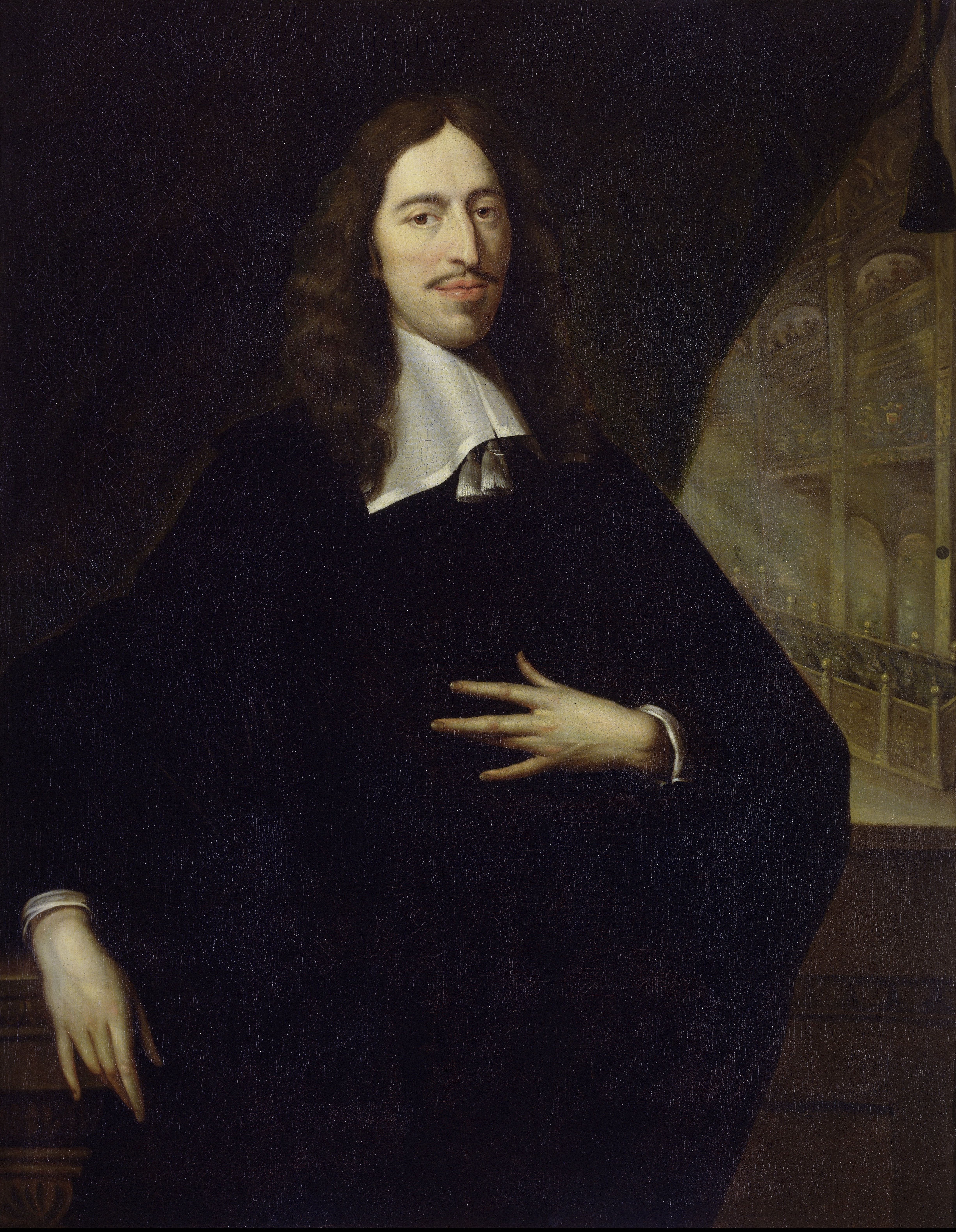
Ян де Витт 1653-1672 Великий пенсионарий Нидерландов
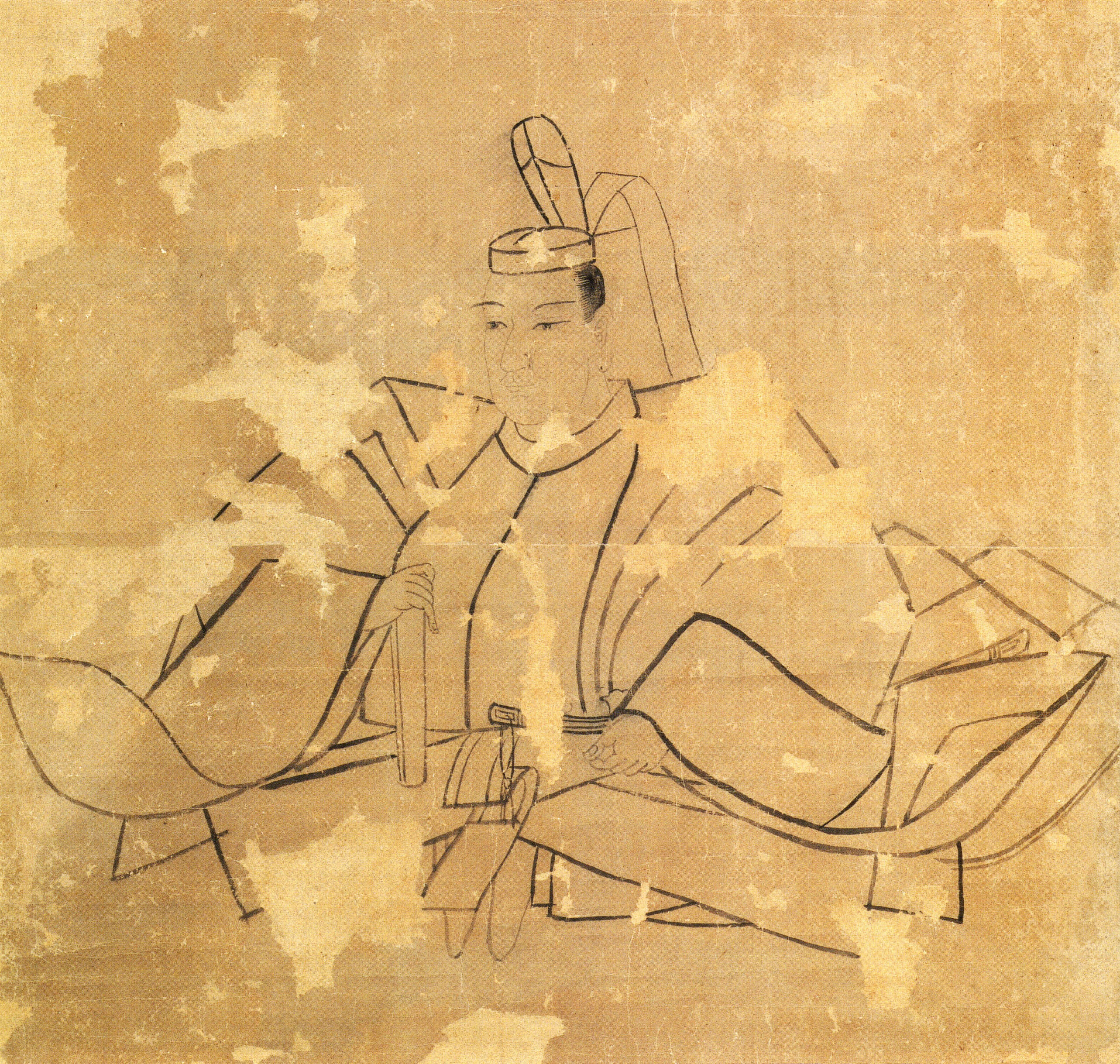
Токугава Иэцуна 1651-1680 Сёгун Японии
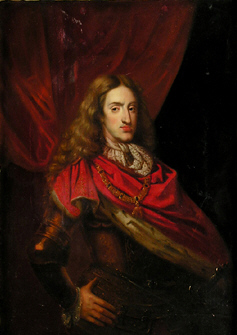
Карл II 1665-1700 Король Испании
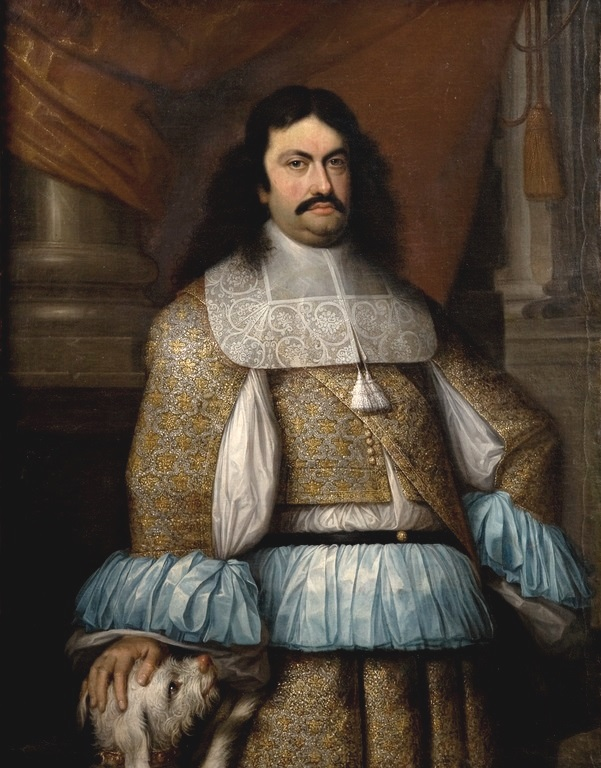
Рануччо II Фарнезе 1646-1694 Герцог Пармский
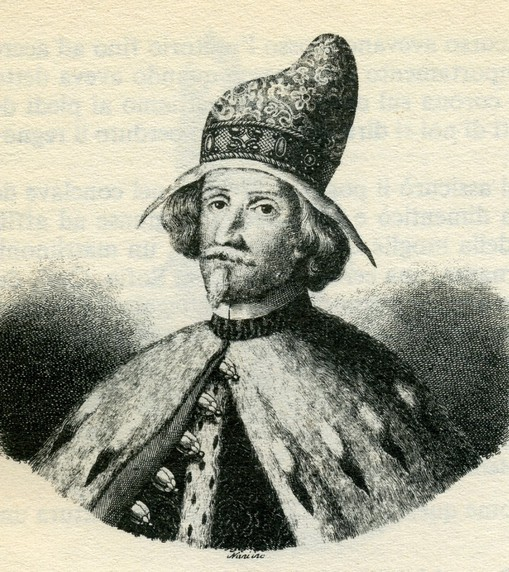
Доменико Контарини 1659-1675 Дож Венеции
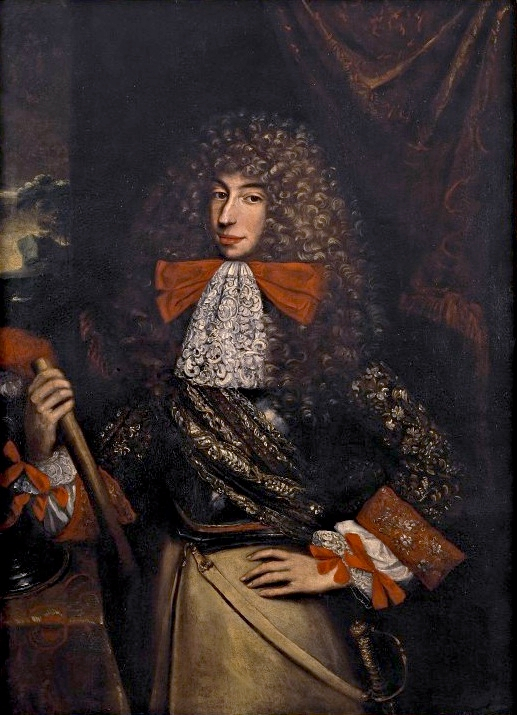
Франческо II д’Эсте 1662-1694 Герцог Модены и Реджо
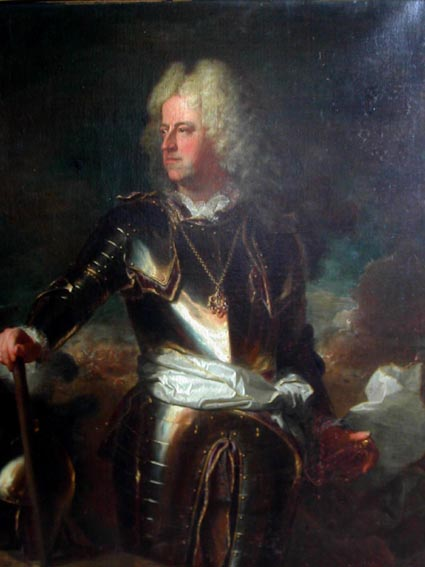
Карл Фердинанд Гонзага 1665-1708 Герцог Мантуи
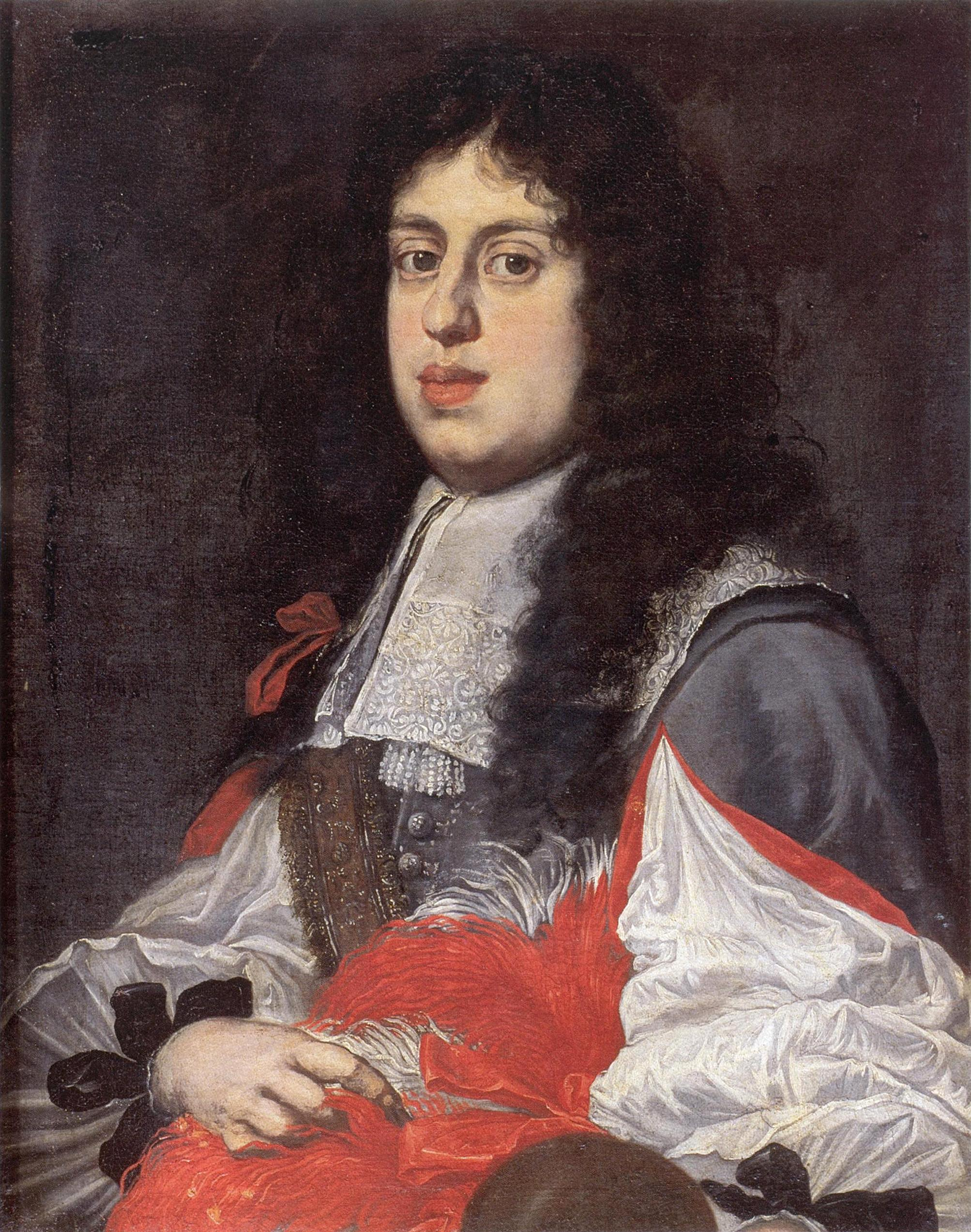
Козимо III Медичи 1670-1723 Великий герцог Тосканский
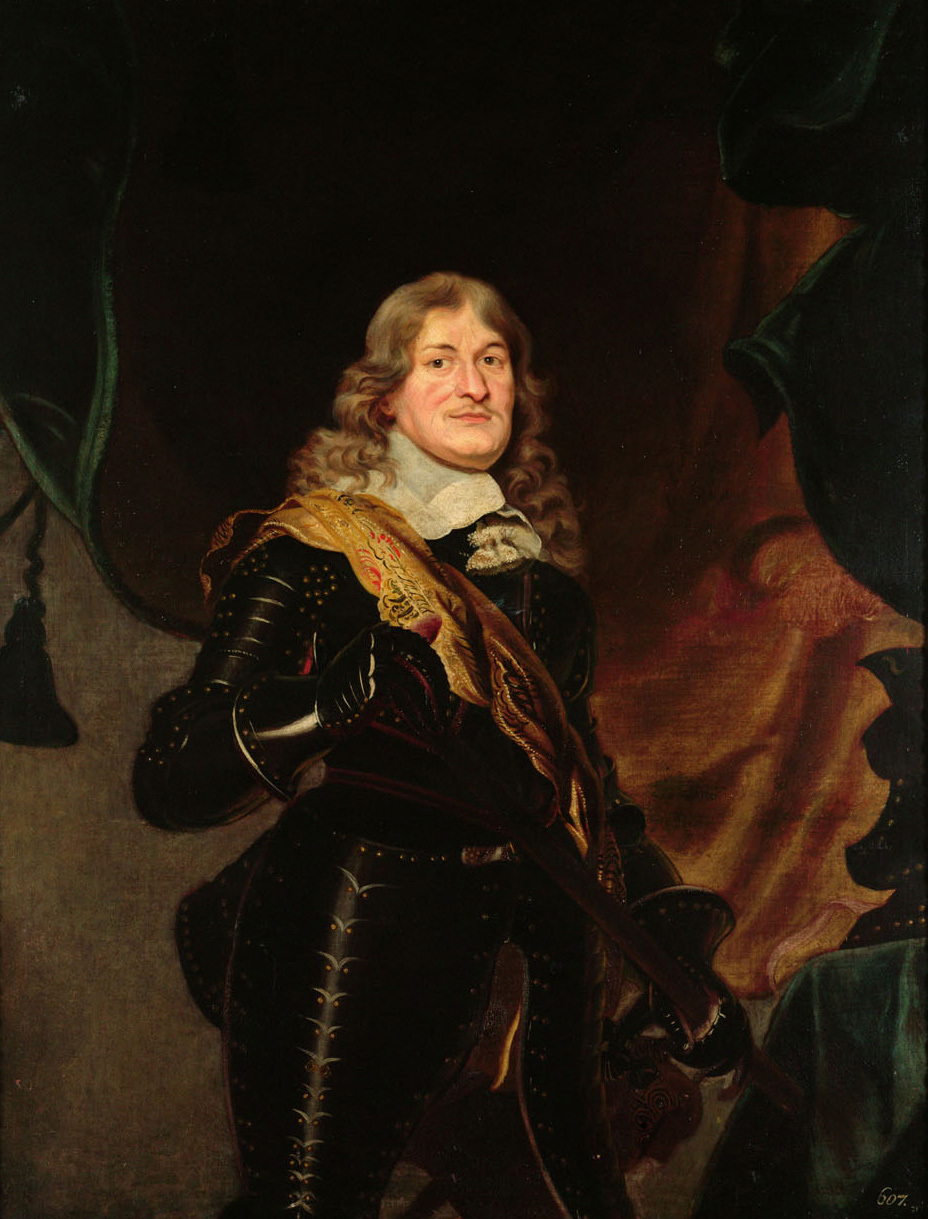
Фридрих Вильгельм I 1640-1688 Курфюрст Бранденбург-Пруссии
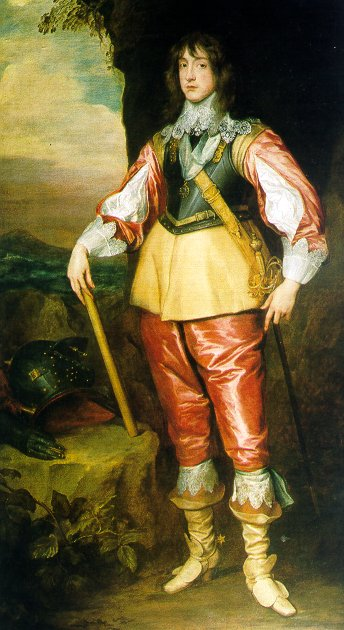
Карл I Людвиг 1648-1680 Курфюрст Пфальца
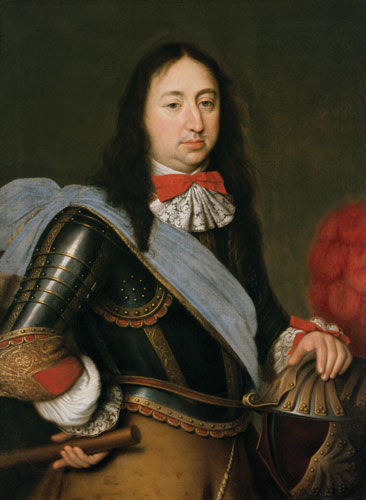
Фердинанд Мария 1651-1679 Курфюрст Баварии
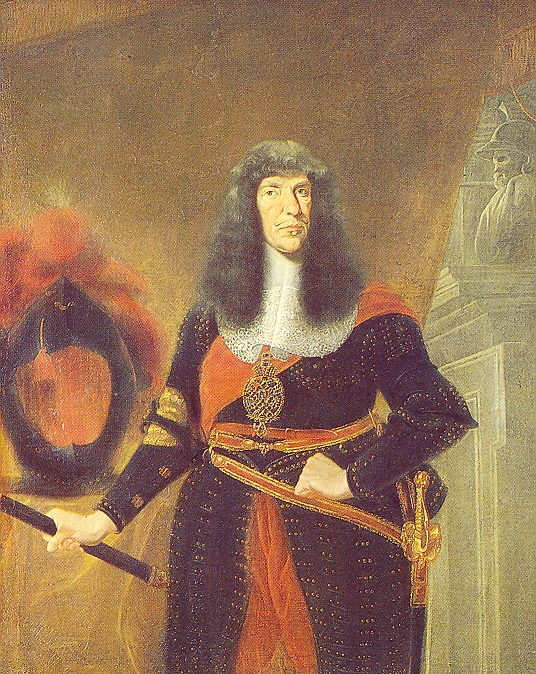
Иоганн Георг II 1656-1680 Курфюрст Саксонии
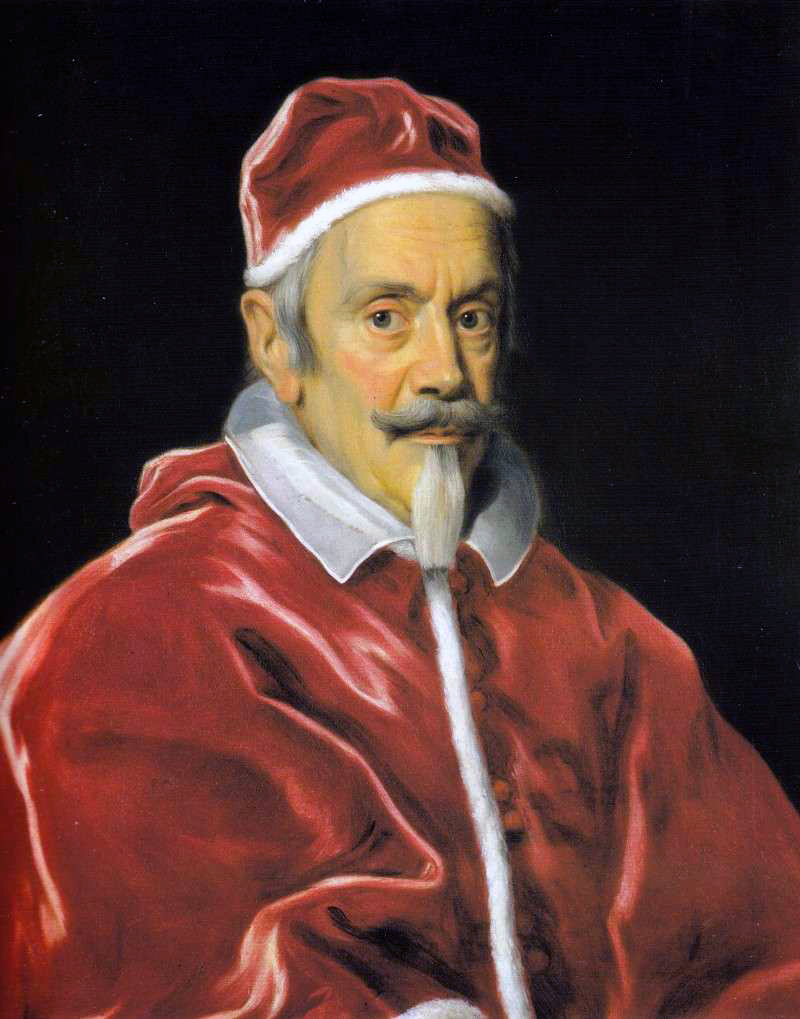
Климент X 1670-1676 Папа Римский